# Ikkur
Ikkur fou una fortalesa egípcia a Núbia que fou una de les primeres que es va construir vers el 1900 aC, i és fins i tot una mica anterior a Buhen al nord de la qual està situada. És anterior al cinquè any de regnat de Senusret I, quan ja Buhen existia, però d'estructura constructiva molt similar.
Fou evacuada vers el 1700 o 1650 aC.